# João Batista Mottini
João Batista Mottini (Santana do Livramento, 20 de junho de 1923 - 30 de março de 1990) foi um ilustrador e quadrinista brasileiro.
Iniciou a carreira aos 15 anos  no setor de artes gráficas da gaúcha Editora Globo, no final da década de 1940, atuou no mercado argentino, ao lado de Alberto Breccia, Hugo Pratt e José Luis Salinas, na década de 1960, ilustrou histórias baseadas no astro de filmes de faroeste Buck Jones para a editora inglesa Fleetway, de volta ao Brasil, atuou na CETPA - Cooperativa Editora de Trabalho de Porto Alegre, uma iniciativa do então governador do Rio Grande do Sul, Leonel Brizola.